# Kanton Perpignan-9
Kanton Perpignan-9 (fr. Canton de Perpignan-9) je francouzský kanton v departementu Pyrénées-Orientales v regionu Languedoc-Roussillon. Tvoří ho část severního centra města Perpignan.